# Никольская (Тамбовская область)
Никольская — опустевшая деревня в Мордовском районе Тамбовской области России. Входит в состав Новопокровского поссовета.

## География
Деревня находится в юго-западной части региона, в лесостепной зоне, в пределах Окско-Донской низменной равнины.

### Климат
Климат умеренно континентальный, относительно сухой, с холодной продолжительной зимой и тёплым летом. Средняя температура воздуха самого холодного месяца (января) — − −10,6 °C (абсолютный минимум — −39 °C); самого тёплого месяца (июля) — 20,6 °C (абсолютный максимум — 40 °С). Продолжительность периода с положительной температурой колеблется от 145 до 150 дней. Среднегодовое количество атмосферных осадков составляет 450—475 мм, из которых большая часть выпадает в тёплый период. Снежный покров держится в течение 135 дней.
Соседними с Никольским являются сёла:
- Димитров
- Петровка

## История
Основана Елизаветой Андреевной Писаревой в середине 19 века.

## Население
| 2010 |
| ---- |
| 0    |

## Инфраструктура
Личное подсобное хозяйство.
В советское время входило в состав Петровского отделения совхоза имени В. И. Ленина.

## Транспорт
Просёлочные дороги.